# Сенявин, Лев Григорьевич
Лев Григо́рьевич Сеня́вин (14 октября 1805 — 19 июня 1862) — товарищ министра иностранных дел, сенатор, член Государственного совета, тайный советник.

## Биография
Сын контр-адмирала Григория Алексеевича Сенявина (1767—1831) от брака с Капитолиной Ивановной Потаповой (1775—1822), внук адмирала А. Н. Сенявина. Брат И. Г. Сенявина. Действительный член Русского географического общества с 19 сентября (1 октября) 1845 года.
В службу вступил в 1817 по Министерству финансов, где числился в департаменте государственных имуществ. Вскоре перевелся в Азиатский департамент Министерства иностранных дел, где оставался на службе с 1822 по 1848, управляя названным департаментом в должности директора с 16.04.1841. В июле 1834 — сентябре 1835 был временно командирован в посольство в Константинополь.
14 апреля 1840 произведен в действительные статские советники, 21 апреля 1847 пожалован тайным советником. 6 декабря 1848 покинул должность директора Азиатского департамента и был назначен членом совета Министерства иностранных дел (1848—1850), а 6 апреля 1850 стал товарищем министра. Два раза за отсутствием графа К. В. Нессельроде — один раз до своего назначения его товарищем, другой раз после этого назначения Сенявин временно управлял Министерством иностранных дел, а в конце 1850, по ходатайству Нессельроде, ему было повелено продолжать управлять Министерством и во время пребывания самого министра в Петербурге, оставаясь под его главным начальством.
23 апреля 1850 был произведен в сенаторы по второму общему собранию с повелением присутствовать в общем собрании первых трех департаментов, когда в них будут рассматриваться дела, касающиеся Министерства иностранных дел. С 25 апреля 1850 присутствующий  в общем собрании IV, V и Межевого департаментов Правительствующего Сената. С октября 1852 по ноябрь 1856 был членом Сибирского комитета, 15 апреля 1856 отставлен от должности товарища министра, с назначением членом Государственного Совета и неприсутствующим сенатором.
Был холост.

## Награды
- бриллиантовый перстень (1828, 1829)
- орден Святого Станислава 1-й ст. (25.03.1844)
- орден Святой Анны 1-й ст. (6.12.1848)
- орден Святого Владимира 2-й ст. (7.04.1851)
- Знак отличия за XXX лет службы
- орден Белого орла (1855)
- Знак отличия за XXXV лет службы (1858)
- орден Святого Александра Невского (1859)

Иностранные:
- греческий Большой крест ордена Спасителя
- датский Большой крест ордена Даннеборг 1-й ст.
- португальский орден Христа 1-й ст.
- шведский Большой крест ордена Полярной звезды
- бразильский орден Розы 1-й ст.
- Орден Вюртембергской короны 1-й ст.
- персидский орден Льва и Солнца 1-й ст.
- турецкий орден Нишан-Ифтикар